# Nagroda Filmfare dla Najlepszej Aktorki Drugoplanowej
Nagroda Filmfare dla Najlepszej Aktorki Drugoplanowej (ang. Filmfare Best Supporting Actress Awards) - jest przyznawana przez hinduski magazyn filmowy Filmfare jako część dorocznego Nagrody Filmfare. Została przyznana po raz pierwszy w 1953 roku.
Lista nagrodzonych aktorek:
| Rok  | Aktorka            | Film                         |
| ---- | ------------------ | ---------------------------- |
| 2008 | Konkona Sen Sharma | Life In A... Metro           |
| 2007 | Konkona Sen Sharma | Omkara                       |
| 2006 | Ayesha Kapoor      | Black                        |
| 2005 | Rani Mukerji       | Yuva                         |
| 2004 | Jaya Bhaduri       | Gdyby jutra nie było         |
| 2003 | Madhuri Dixit      | Devdas                       |
| 2002 | Jaya Bhaduri       | Czasem słońce, czasem deszcz |
| 2001 | Jaya Bhaduri       | Fiza                         |
| 2000 | Sushmita Sen       | Biwi No.1                    |
| 1999 | Rani Mukerji       | Coś się dzieje               |
| 1998 | Karisma Kapoor     | Dil To Pagal Hai             |
| 1997 | Rekha              | Khiladiyon Ka Khiladi        |
| 1996 | Farida Jalal       | Żona dla zuchwałych          |
| 1995 | Dimple Kapadia     | Krantiveer                   |
| 1994 | Amrita Singh       | Aaina                        |
| 1993 | Aruna Irani        | Beta (aktorka)               |
| 1992 | Farida Jalal       | Heena                        |
| 1991 | Rohini Hattangadi  | Agneepath                    |
| 1990 | Rakhee             | Ram Lakhan                   |
| 1989 | Sonu Walia         | Khoon Bhari Maang            |
| 1988 | bez nagrody        |                              |
| 1987 | bez nagrody        |                              |
| 1986 | Nutan              | Meri Jung                    |
| 1985 | Aruna Irani        | Pet Pyaar Aur Paap           |
| 1984 | Rohini Hattangadi  | Arth                         |
| 1983 | Supriya Pathak     | Bazaar                       |
| 1982 | Supriya Pathak     | Kalyug                       |
| 1981 | Padmini Kolhapuri  | Insaaf Ka Taruza             |
| 1980 | Helen              | Lahoo Ke Do Rang             |
| 1979 | Reena Roy          | Apnapan                      |
| 1978 | Asha Sachdev       | Priyatama                    |
| 1977 | Kajri              | Balika Badhu                 |
| 1976 | Nadira             | Julie                        |
| 1975 | Durga Khote        | Bidaai                       |
| 1974 | Rakhee             | Daag                         |
| 1973 | Zeenat Aman        | Hare Rama Hare Krishna       |
| 1972 | Farida Jalal       | Paras                        |
| 1971 | Chaand Usmani      | Pehchaan                     |
| 1970 | Tanuja             | Paisa Ya Pyaar               |
| 1969 | Simi               | Saathi                       |
| 1968 | Jamuna (film)      | Milan (aktorka)              |
| 1967 | Simi               | Do Bandhan                   |
| 1966 | Padmini            | Kajal                        |
| 1965 | Nirupa Roy         | Shehnaai                     |
| 1964 | Shashikala         | Gumraah                      |
| 1963 | Shashikala         | Aarti                        |
| 1962 | Nirupa Roy         | Chhaya                       |
| 1961 | Nanda              | Aanchal                      |
| 1960 | Lalita Pawar       | Anari                        |
| 1959 | Nalini Jaywant     | Kala Paani                   |
| 1958 | Shyama             | Sharada                      |
| 1957 | Vyjantimala        | Devdas                       |
| 1956 | Nirupa Roy         | Munimji                      |
| 1955 | Usha Kiran         | Baadbaan                     |

## Nominacje do nagrody

### 2008
- Konkona Sen Sharma (Life in a... Metro)
- Konkona Sen Sharma (Laaga Chunari Mein Daag)
- Rani Mukerji (Saawariya)
- Shilpa Shukla (Chak de India)
- Tisca Chopra (Taare Zameen Par)